# 第45砲兵旅 (烏克蘭)
第45獨立塔爾納夫斯基將軍砲兵旅（烏克蘭語：45-та окрема артилерійська бригада імені генерала Мирона Тарнавського）是乌克兰陸軍的炮兵部隊，成立於2016，隸屬於烏克蘭預備役軍。該旅自創建以來一直駐紮在利維夫州亞沃里夫。

## 歷史
根據烏克蘭國防部及烏克蘭武裝部隊總參謀部於2016年5月12日發布的的聯合指令，第45獨立砲兵旅開始組建，作為乌克兰陸軍的預備役部隊。
2016年8月1日,第45砲兵旅完成創建 。在同一日，部隊指揮官發布了第一個部隊命令。
2019年9月，該旅的預備役軍人和義務兵在羅夫諾訓練場進行演習，獲得了預備役軍團及烏克蘭陸軍指揮部的高度評價。
得益於部隊在2019年的演習中獲得的部署經驗，使該旅能夠在2022年俄羅斯入侵烏克蘭開始時以創烏軍預備役紀錄的時間復員。
直到2022年2月24日復員完畢前，第45砲兵旅一直由52名軍人（包括義務兵）維持。2022年2月26日，第45砲兵旅開始被部署到前線抵抗俄軍。
至2月28日，部隊正式滿員。在數千名被動員的人員中，90%是從事和平職業的平民。與此同時，該旅隨即接收了裝備和武器。
同年三月初開始第45砲兵旅被編入現役軍隊。
2022年3月4日前後，該旅第87反坦克砲兵營、第57及第62榴彈砲營陸續抵達並協防基輔。 
2022年3月10日，第45砲兵旅第64榴彈砲營抵達克里維里赫，隨即便投入戰鬥。
翌日，本部連及第59榴彈砲營抵達扎波羅熱並投入戰鬥，而由第45砲兵旅兵力組成的第411聯合步兵營則負責在頓涅茨克州進行防禦。
總括而言，自2022年俄羅斯入侵烏克蘭以來，該旅部隊參與防衛基輔、扎波羅熱州、第聶伯羅彼得羅夫斯克州和哈爾科夫州、頓涅茨克州、盧甘斯克州和赫爾松州。此外，該旅還參加了哈爾科夫、解放赫爾鬆地區和尼古拉耶夫地區的軍事行動。
2022年12月6日，第45獨砲兵旅獲授予作戰旗。

## 結構
- 第 45 砲兵旅，亞沃里夫
  - 本部連
  - 第 57 榴彈砲營(2A65 Msta-B)；
  - 第 59 榴彈砲營(2A36 風信子-B)；
  - 第 62 榴彈砲營(2A36 風信子-B)；
  - 第 64 榴彈砲營[6]
  - 第 87 反坦克砲兵營 (T-12)
  - 砲兵偵察營
  - 維修連

## 歷任指揮官
- (2016年 — 2020年)捷列舒克 (полковник Терещук О. М.)上校
- (2021年起)費迪克 (Файдюк)上校[7]

## 圖集

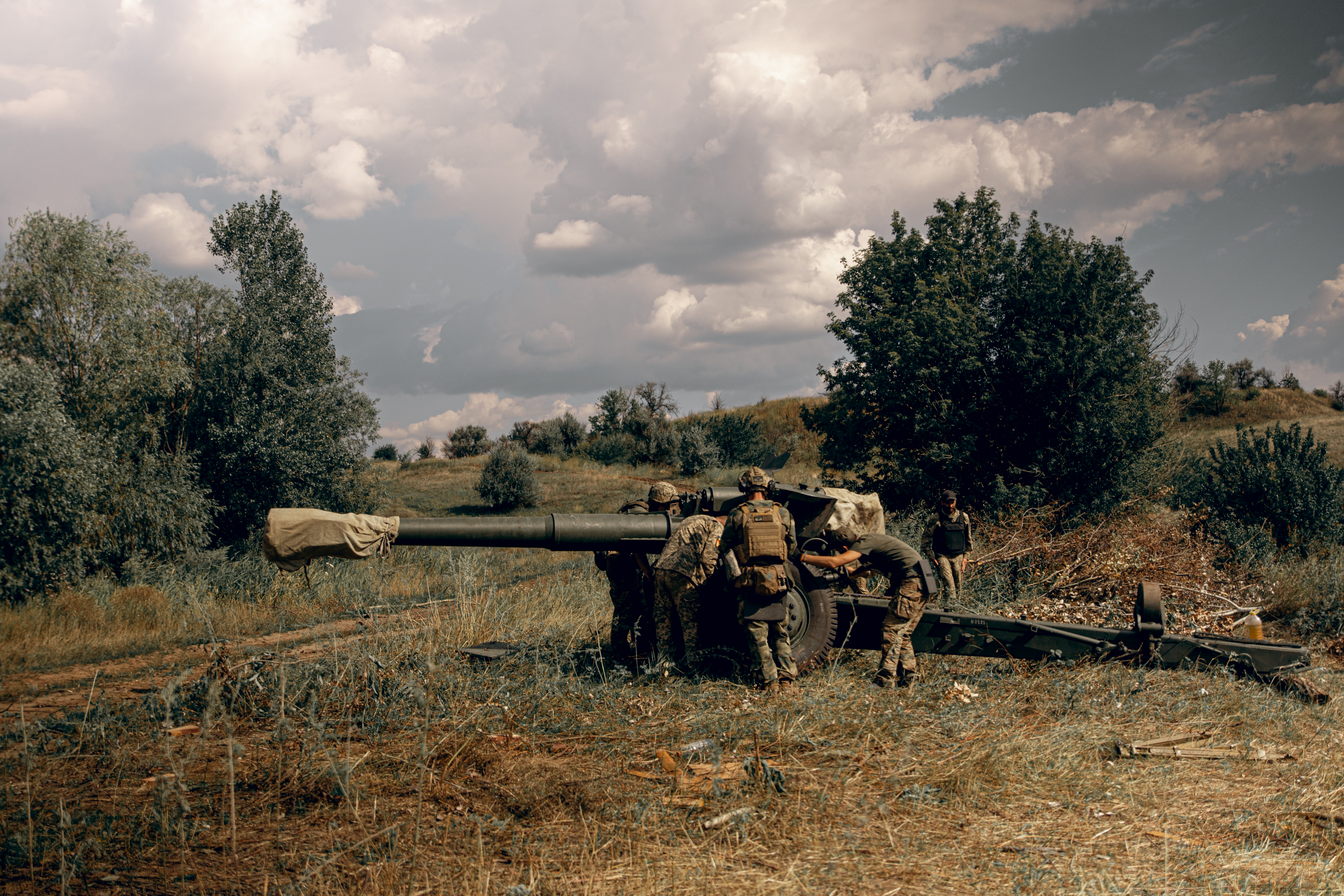
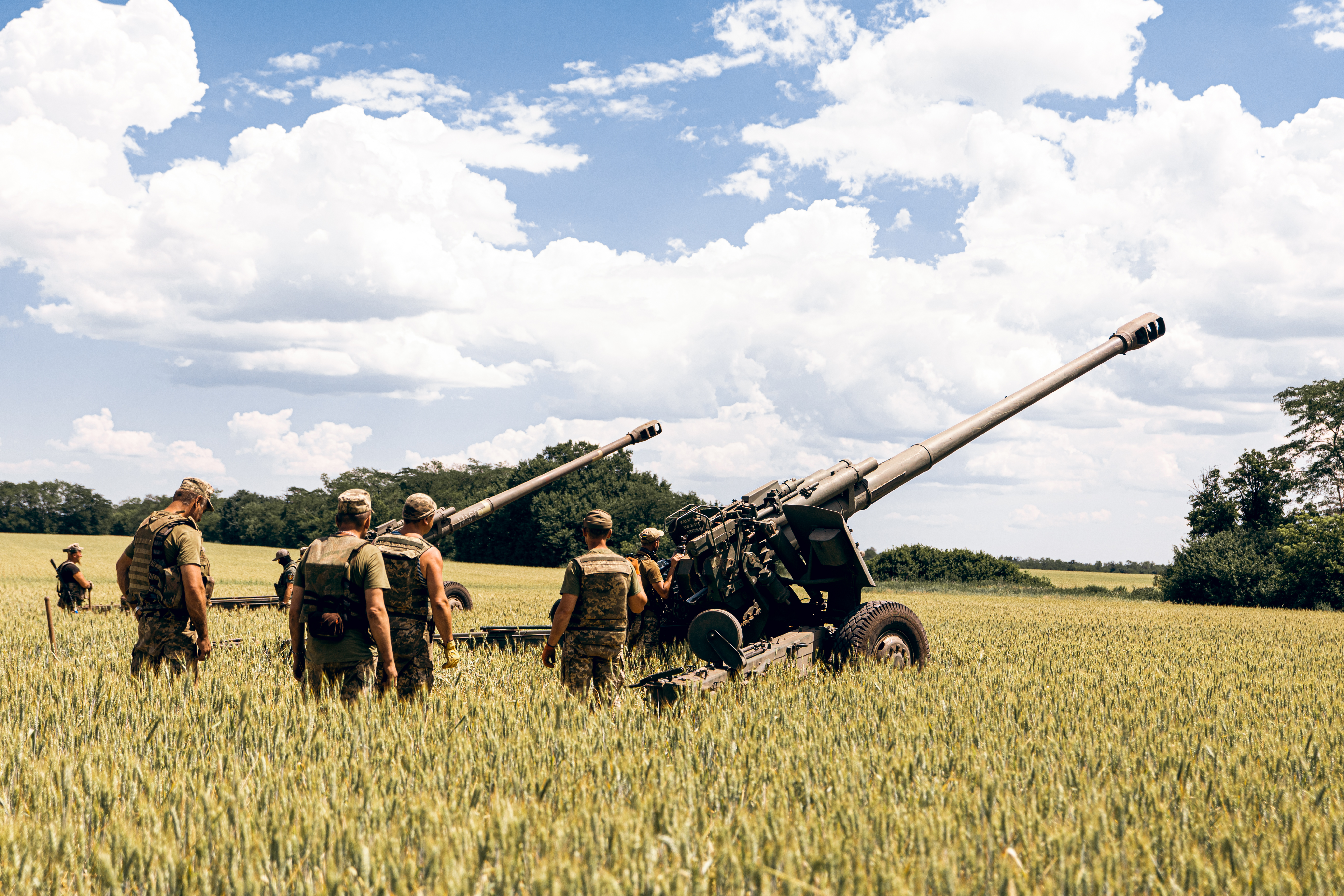
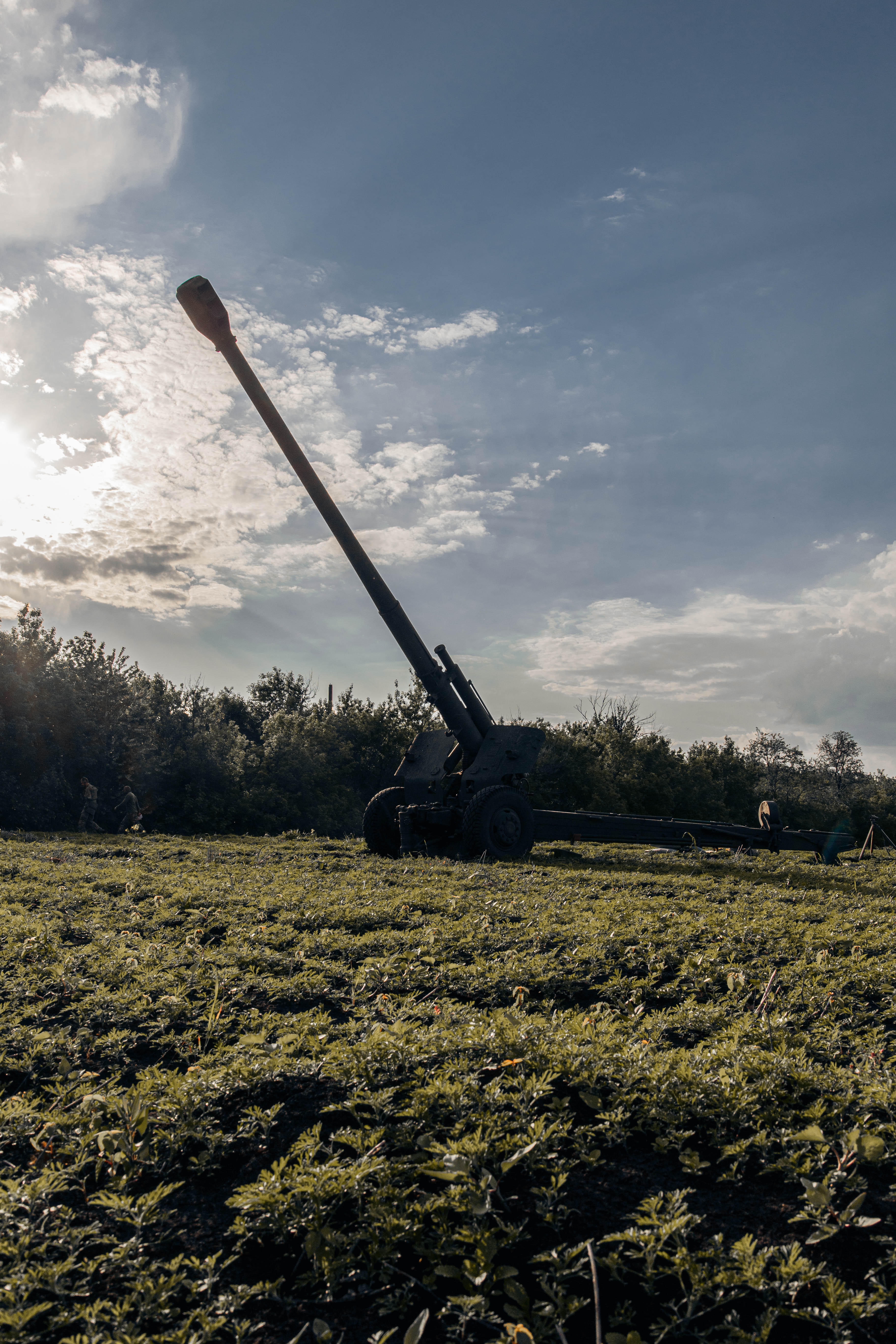
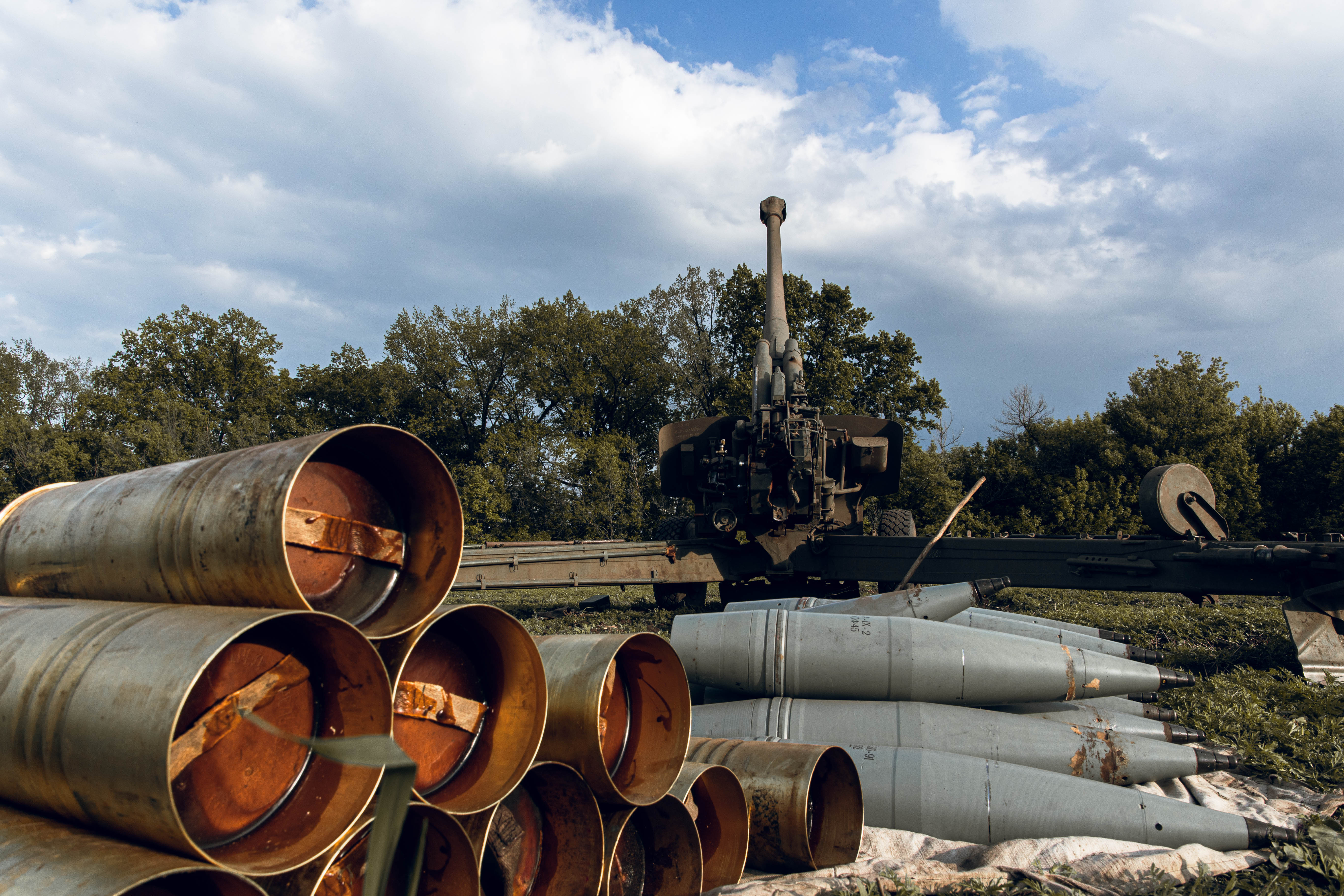
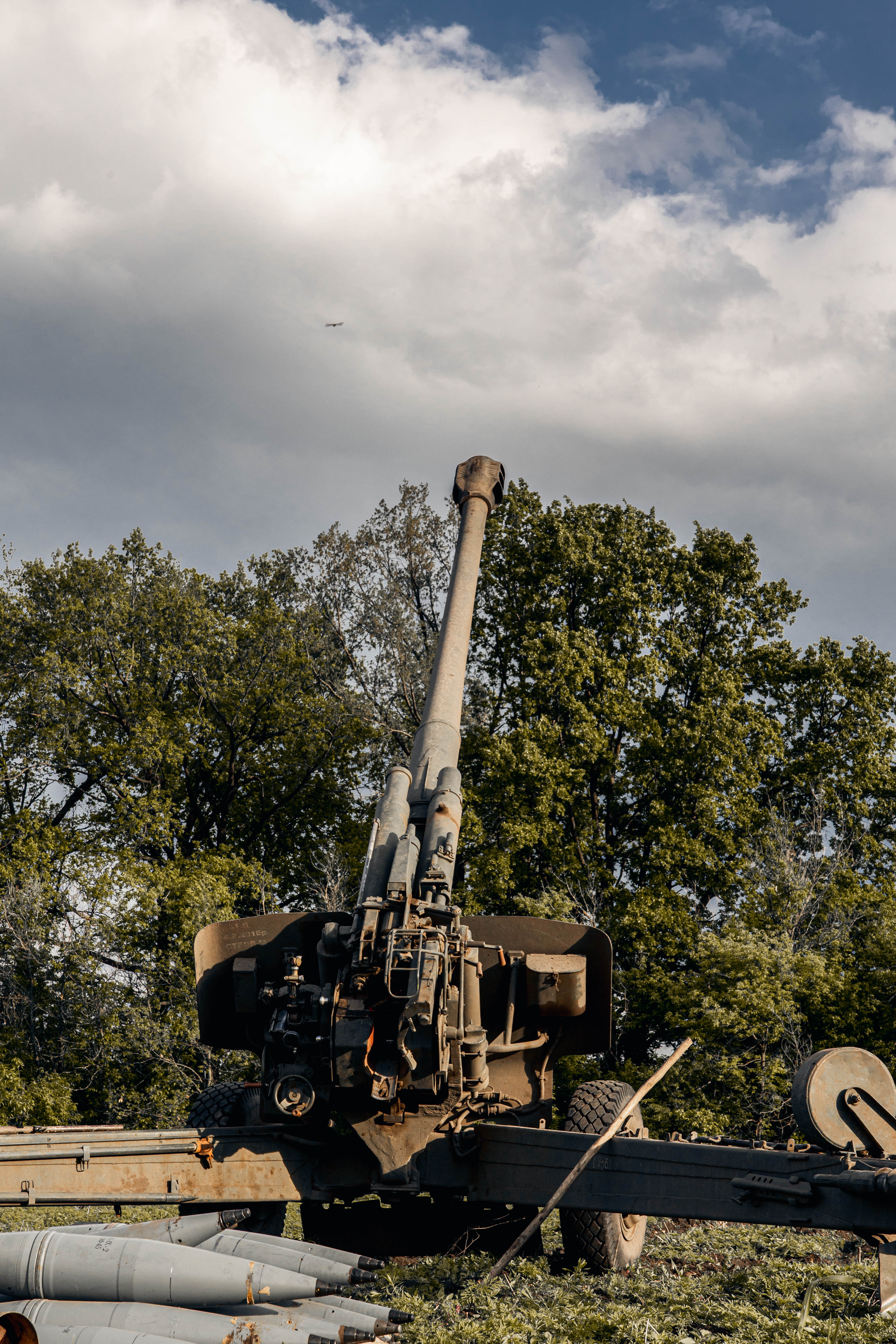
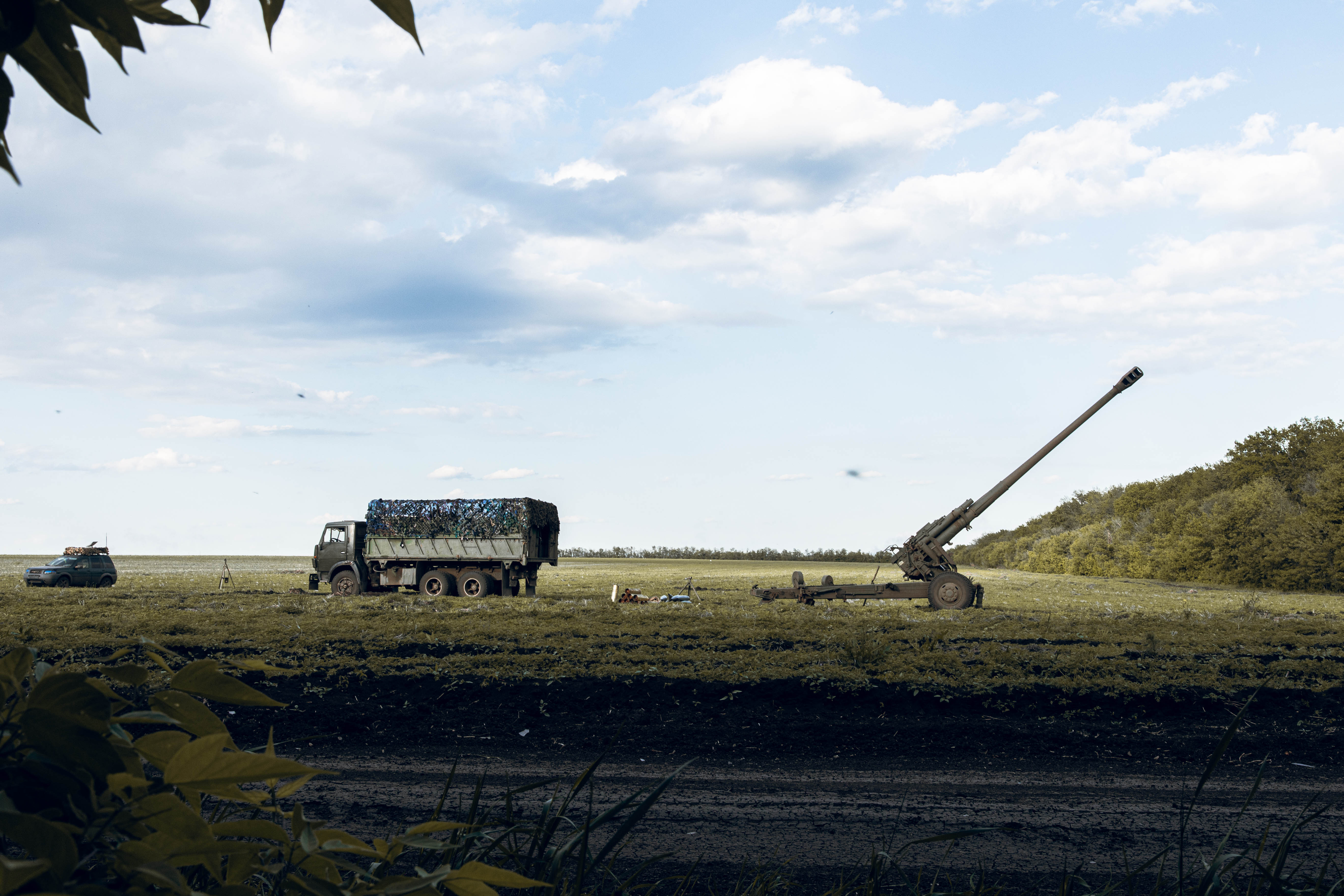
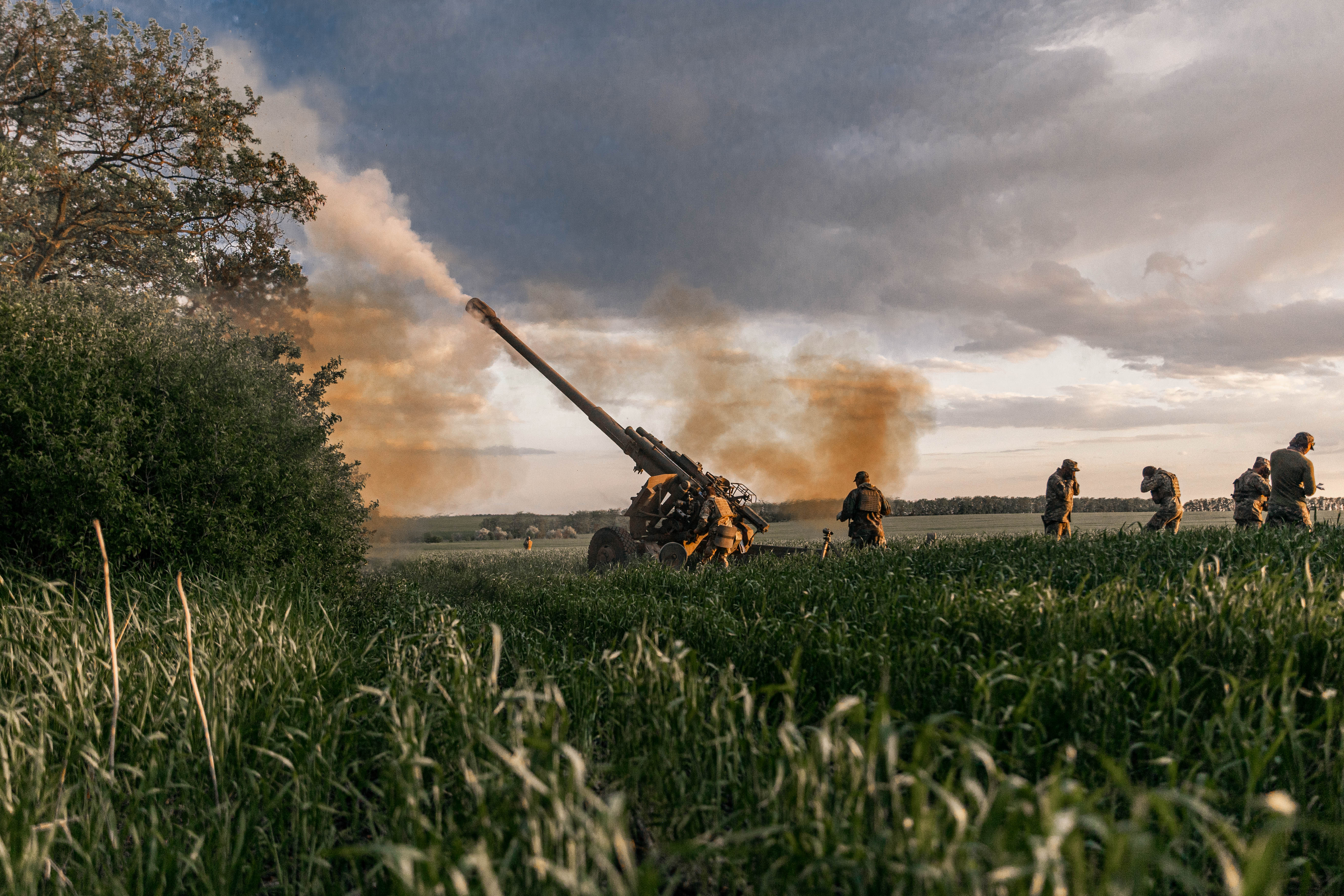
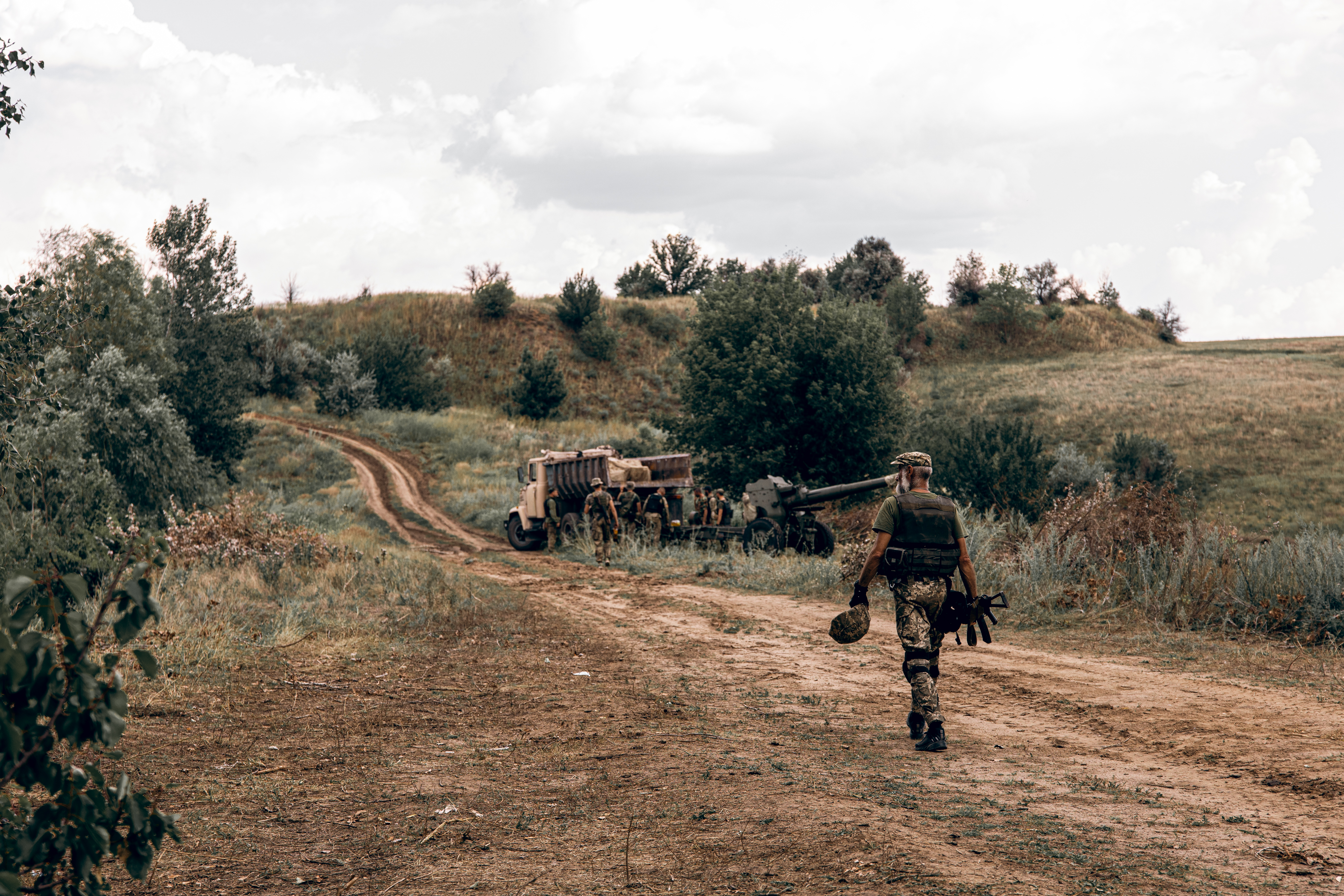
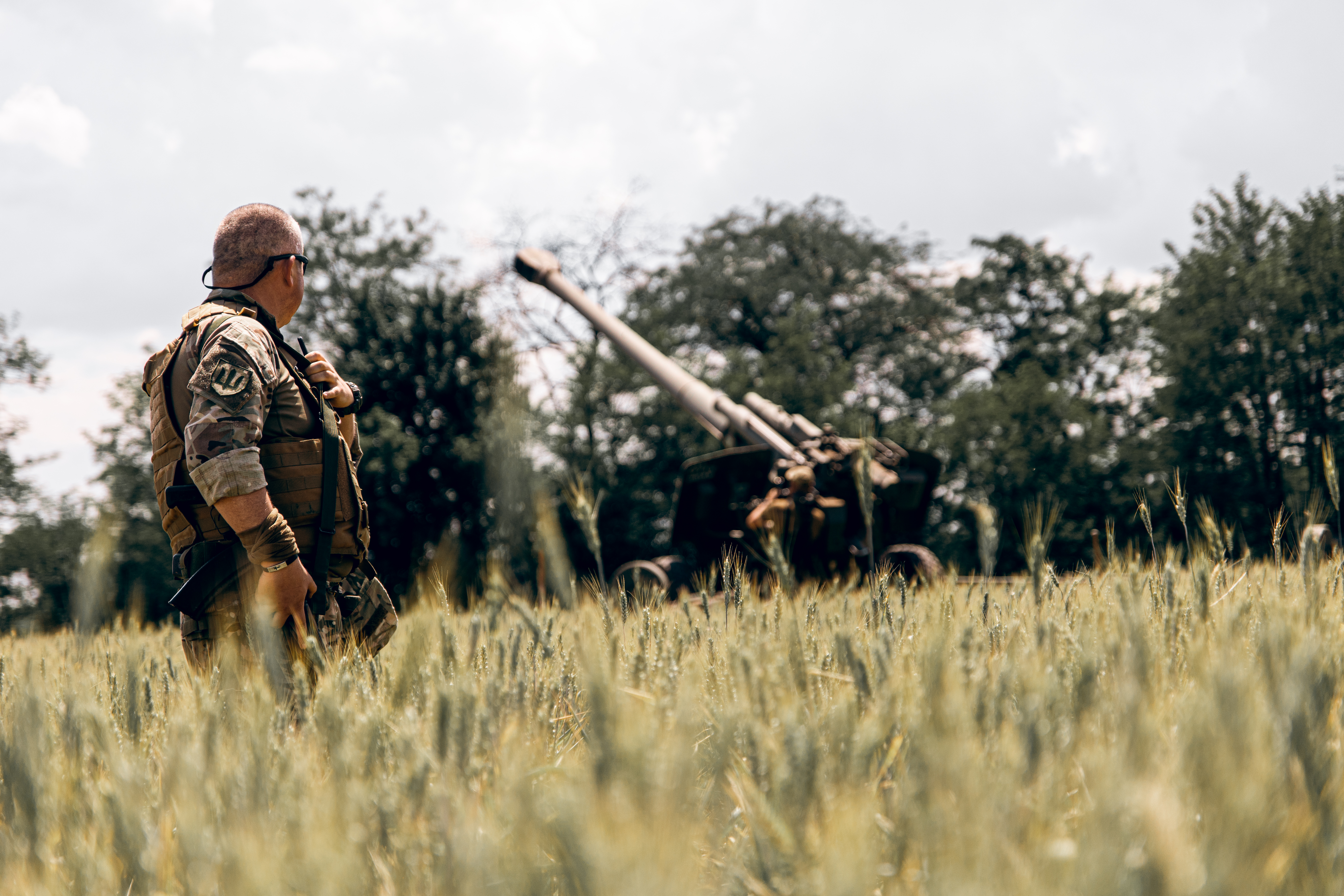
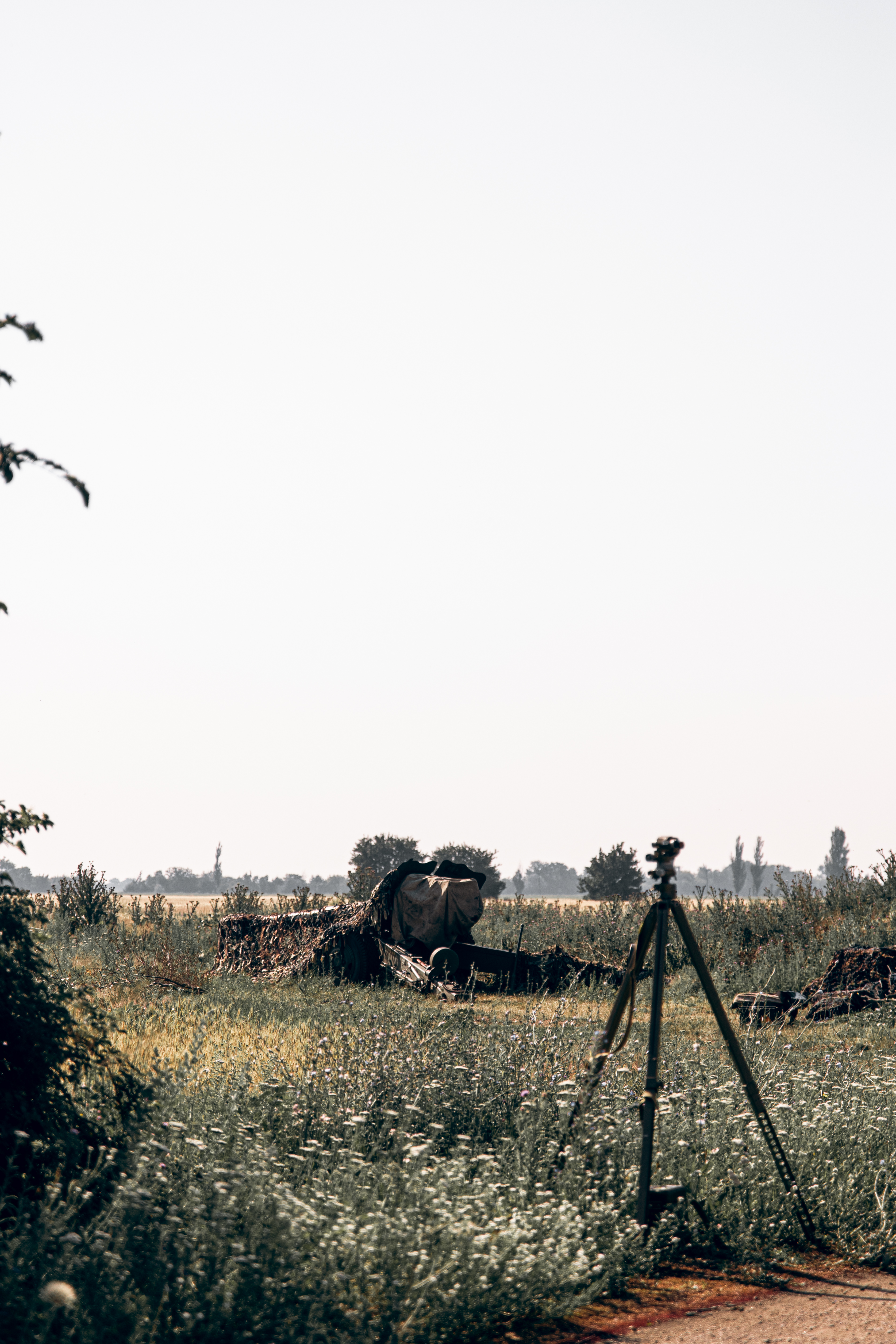
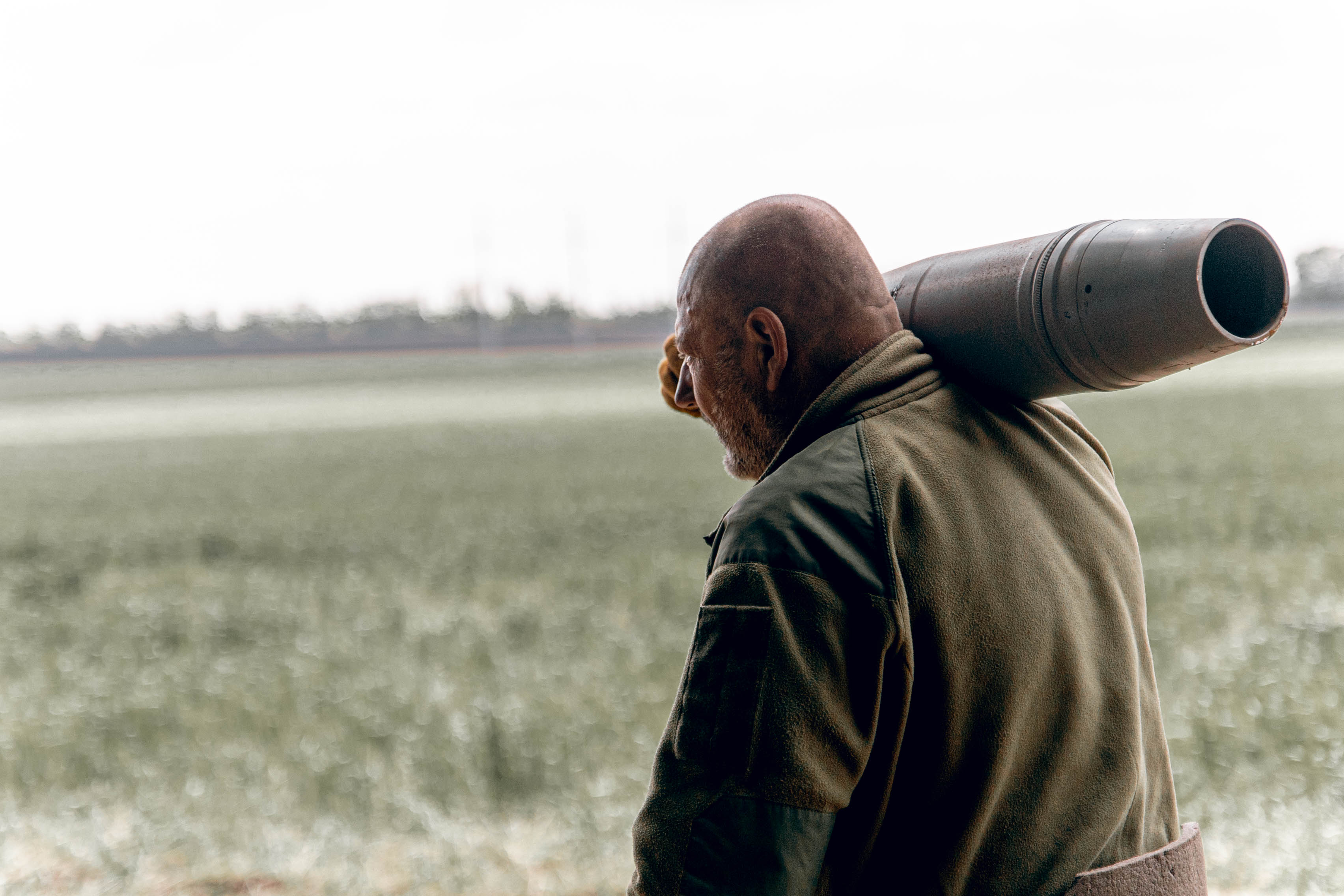